# واردابلور (لوری)
واردابلور (به ارمنی: Վարդաբլուր) یک روستا در ارمنستان است که در استان لوری واقع شده‌است. واردابلور در  کیلومتری شمال وانادزور، مرکز استان لوری واقع شده است.

## خصوصیات
واردابلور ۱٬۴۰۸ نفر جمعیت دارد و در ارتفاع  متر بالاتر از سطح دریا قرار گرفته است.